# Mirosław
Mirosław – słowiańskie imię męskie. 

## Budowa oraz znaczenie
Imię Mirosław jest przykładem staropolskiego, złożonego, osobowego imienia dwuczłonowego, które jest reliktem pogańskich imion używanych we wczesnym średniowieczu przez Słowian. Składa się z członów Miro- (ps. *mirъ „pokój”, stpol. mir, mier - „pokój, bezpieczeństwo, przyjaźń”) oraz -sław („sława”). Mogło oznaczać „ten, który sławi pokój” albo „ten, który zdobywa sławę poprzez zaprowadzenie porządku, pokoju”. Witold Taszycki zaliczył je do grupy najstarszych polskich imion osobowych .

## Formy oraz występowanie
Forma żeńska: Mirosława
Skróceniami są m.in. Mir, Mir-ek, Mir-k/o, Mir-osz. Mogły one odnosić się też do osobnego imienia: Mir. 
Na liście najpopularniejszych imion w Polsce, Mirosław zajmował w 2010 roku 61. miejsce.
Mirosław imieniny obchodzi 26 lutego.
Porównaj: Sławomir
Podobne imiona: Miłosław, Mirogod, Mirogniew, Mironieg

## Osoby noszące imię Mirosław
- Mirosław Baka
- Mirosław Barszcz
- Mirosław Bork
- Mirosław Breguła
- Mirosław Chmara
- Mirosław Chojecki
- Mirosław Cybulko
- Mirosław Czech
- Mirosław Czyżykiewicz
- Mirosław Dakowski
- Mirosław Drzewiecki
- Mirosław Dzielski
- Mirosław Ferić
- Mirosław Gancarz
- Mirosław Granat
- Mirosław Gronicki
- Mirosław Guzowski
- Mirosław Handke
- Mirosław Hermaszewski
- Mirosław Iringh
- Mirosław Jasiński
- ks. Mirosław Jelinek
- Mirosław Jękot
- Mirosław Kańtoch
- Mirosław Klose
- Mirosław Kochalski
- Mirosław Konarowski
- Mirosław Kryński
- o. Mirosław Legawiec
- Mirosław Luft
- Mirosław Milewski
- Mirosław Olszówka
- Mirosław Orzechowski
- Mirosław Pietrewicz
- Mirosław Przedpełski
- Mirosław Rozmus
- Mirosław Sawicki
- Mirosław Sekuła
- Mirosław Siczyński
- Mirosław Siedler
- Mirosław Sielatycki
- Mirosław Styczeń
- Mirosław Szonert
- Mirosław Szymkowiak
- Mirek Topolánek
- Mirosław Trzeciak
- Mirosław Wieprzewski
- Mirosław Ignacy Wojciechowski
- Mirosław Jan Wojciechowski
- Mirosław Wolszczak
- Mirosław Zbrojewicz
- Mirosław Żuławski